# Бодлоглави червеи
Бодлоглави червеи (Acanthocephala, на гръцки: ακανθος, akanthos – „бодли“ и κεφαλη, kephale – „глава“) са тип паразитни червеобразни животни. Паразитират по риби, влечуги, земноводни, птици и бозайници, а заболяванията които предизвикват се наричат най-общо акантоцефалози.
Подобно на цестодите, те са едни от най-отдавна преминалите към паразитен начин на живот животински организми, поради което са претърпели в процеса на еволюцията съществени морфологични изменения, затрудняващи откриването родствена прилика със сродни свободноживеещи (непаразитни) форми на живот.

## Морфология
Акантоцефалите са разделнополови организми. Тялото на акантоцефала е покрито с тънка кутикула и се състои от 2 части – предна и задна. В предната му се намират хоботчето, шийката, половите органи и лемниските, а задната част е самото тяло на паразита.
- Хоботче – то има различна големина и форма и е важен белег при видовото диференциране. Покрито е с множество кукички и служи за закрепване.
- Шийка и влагалище – тяхната функция е да поемат хоботчето посредством специални мускули. Те не притежават кукички.
- Лемниски – двойка кухи образувания намиращи се до хоботчето. Предполага се, че те изпълняват смазваща роля за влагалището.
- Тяло – това е кожномускулна торба, която затваря телесната кухина и вътрешните органи. Стената при някои видове е ошипена, а при други е гладка. В телесната кухина се намира надлъжен лигамент, в който са разположени половите органи.

При бодлоглавите червеи липсват храносмилателна, дихателна и кръвоносна система. Хранителните вещества се поемат през повърхността на тялото. Дишат с цялото тяло. Нервната система се състои от нечифтен (мозъчен) ганглий, разположен във влагалището и хоботчето, и полови ганглии. Отделителната система е от протонефридиен тип. От всяка отделителна клетка започва каналче и се съединяват до общ канал. Той се отваря в половите канали с общ урогенитален отвор в задния край на тялото.

## Размножаване
Мъжките индивиди притежават чифт (двойка) семенници, семеизвеждащи канали, полова бурза, простатни жлези и пенис. Около семенниците са разположени 3 до 8 т.нар. циментни жлези. В половата бурза е скрит мускулен пенис, в който се отварят каналите на циментните жлези. Женските индивиди притежават чифт яйчници, маточна камбанка, матка, влагалище и отвор. Яйчникът има огромен брой яйцеклетки, които след оплождане изпълват цялата телесна кухина. Яйцата имат дебела 4-слойна обвивка. В тях се намира зародиш наречен акантор.
Копулацията се извършва още преди женските да достигнат полова зрялост. При копулация, след изливането на спермата, се отделя кафеникава течност от циментните жлези, която във влагалището се превръща в запушалка. Тя възпрепятства обратното изливане на сперма. Тя се разрушава, когато яйцата напълно се оформят.

## Жизнен цикъл и гостоприемници
Бодлоглавите червеи са организми, които изцяло се развиват в гостоприемници-животни.
В етап от развитието си те преминават през междинни гостоприемници като насекоми, ракообразни и по-рядко - охлюви. В тях аканторът (зародишът) претърпява последователно развитие в преакантела и акантела. Последната представлява инвазиоспособният стадий на паразита. Акантелата има заложени полови органи и хоботче. При някои видове бодлоглави жизненият цикъл преминава допълнително и през още един гостоприемник наречен резервоарен. Такива могат за бъдат различни видове риби, земноводни, птици и бозайници. Крайни гостоприемници са само гръбначни животни и в тях паразитират в от няколко месеца до 2 – 3 години.
В България бодлоглавите червеи са слабо разпространени. Срещат се видове от родовете Polymorphus, Filicolis и Macracanthorhynchus. Най-известен от тях е Macracanthorhynchus hirudinaceus, който паразитира в тънките черва на пасищно отглежданите източно-балкански свине. Друг широко разпространен в страната вид е Polymorphus magnus. Той паразитира в тънките черва на птиците, а междинен гостоприемник са ракообразни.

## Произход и систематика
По своето устройство бодлоглвите наподобяват на кръглите червеи. Наличието обаче на протонефридии и устройството на нервната система ги приближават по родство с ресничестите червеи, с които вероятно имат общ произход.
Днес към този тип животни спадат над 500 вида разпределени в 3 разреда:
- Archiacanthocephala
- Eoacanthocephala
- Palaeacanthocephala